# Václav Vojtěch
Václav Vojtěch, né le 28 novembre 1901 dans la Forsthaus (?) de Skřivany et mort le 6 août 1932 sur l'Elbe près de Sadská, est un géographe et explorateur polaire tchécoslovaque.